# Ferrovia del Vivarais
La ferrovia del Vivarais (in francese Chemin de fer du Vivarais, in sigla CFV) è una linea ferroviaria turistica a scartamento metrico della regione dell'Ardèche. In Francia la linea è conosciuta anche con il soprannome Le Mastrou.
Il tratto utilizzato è quello tra Tournon-sur-Rhône e Lamastre. La trazione è a vapore con locomotive di tipo Mallet.

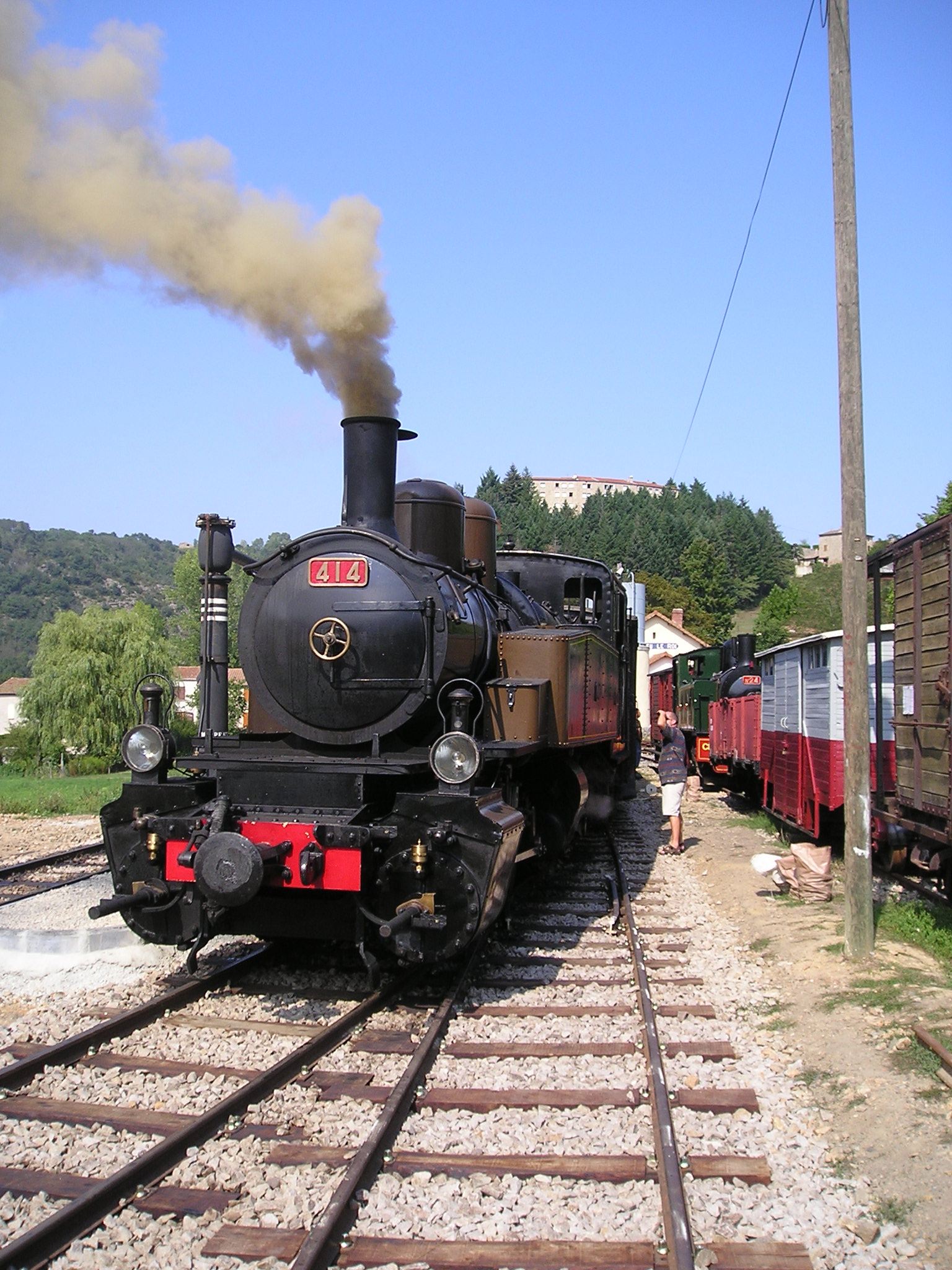
Treno in stazione di Boucieu-le-Roi per rifornimento

## Storia
La ferrovia turistica del Vivarais utilizza una tratta dell'antica rete dismessa del Vivarais (Réseau du Vivarais) della Compagnie des chemins de fer départementaux, (CFD), che comprendeva le linee:
- Lavoûte-sur-Loire - Yssingeaux -  Raucoules-Brossettes di 39,4 km.
- La Voulte-sur-Rhône - Le Cheylard di 47,5 km.
- Tournon  - Lamastre - Le Cheylard di 52,2 km.
- Dunières - Saint-Agrève - Le Cheylard di 61 km.

Queste erano state dichiarate di pubblica utilità il 28 luglio del 1886 nell'ambito di una convenzione tra la CFD e i dipartimenti dell'Ardèche e dell'Alta Loira ed aperte tra 1891 e 1903.
In seguito al calo dell'utenza vennero dismesse, rispettivamente:
- il 28 febbraio 1952 la linea Raucoules - Yssingeaux - Lavoûte-sur-Loire e
- il 31 ottobre 1968 le linee Cheylard - Dunières e Cheylard - La Voulte-sur-Rhône.

### La rete iniziale
| linee                             | lunghezza | data d'apertura   | chiusura         |
| Lavoûte-sur-Loire - Yssingeaux    | 22,1 km   | 9 novembre 1890   | 28 febbraio 1952 |
| Tournon - Lamastre                | 32,6 km   | 12 luglio 1891    | 31 ottobre 1968  |
| La Voulte-sur-Rhône - Le Cheylard | 47,5 km   | 13 settembre 1891 | 31 ottobre 1968  |

La Tournon - Lamastre fece parte della realizzazione della prima parte della rete CFD e per ragioni economiche venne deciso di realizzarla a scartamento metrico utilizzando il percorso della valle del fiume Doux. La prima sezione di circa 2,3 km da Tournon a Saint-Jean-de-Muzols è a doppio scartamento, a tre rotaie, e utilizza una tratta della Givors - La Voulte-sur-Rhône delle SNCF aperta nel 1879 dalla Compagnie des chemins de fer de Paris à Lyon et à la Méditerranée (PLM).

## Le stazioni
- Tournon-sur-Rhône altitudine:123 m s.l.m.
- Saint-Jean-de-Muzols (km 2,6)
- Troyes (km 7)
- Mordane (km 9)
- Clauzel (km 11)
- Colombier-le-Vieux- Saint-Barthélemy-le-Plain (km 13)
- Boucieu-le-Roi (km 18,5), alt. 276 m s.l.m.
- Tincey (km 19)
- Arlebosc (km 22)
- Le Garnier (km 24)
- Le Plat- Empurany, (km 26,1)
- Lamastre (km 32,6), alt. 373 m s.l.m.

## Materiale rotabile
La ferrovia del Vivarais e le associazioni amatoriali connesse ad essa hanno preservato ben 149 veicoli complessivamente e 6 locomotiva a vapore di tipo Mallet costruite tra 1902 e 1932.

### Locomotive a vapore
| Immatricolazione | Tipo             | Origine                               | Costruttore    | Numero         | Note                           | Illustrazione |
| ---------------- | ---------------- | ------------------------------------- | -------------- | -------------- | ------------------------------ | ------------- |
| "401"            | Mallet 030 - 030 | CFD                                   | SLM Winterthur | 1406 del 1902  | in attesa di restauro          |               |
| "403"            | Mallet 030 - 030 | CFD                                   | SLM Winterthur | 1491 del 1903  | in servizio                    |               |
| "404"            | Mallet 030 - 030 | CFD                                   | SLM Winterthur | 1492 del 1903  | in servizio fino al 1995       |               |
| "413"            | Mallet 030 - 030 | CFD                                   | SACM           | 7628 del 1932  | restaurata nel 1986            |               |
| "414"            | Mallet 030 - 030 | CFD                                   | SACM           | 7629 del 1932  | restaurata nel 1972            |               |
| "104"            | Mallet 020 - 020 | PO-Corrèze                            | Blanc-Misseron | (340) del 1906 | restaurata nel 1997            |               |
| "24"             | type 040         | impresa Paul Frot à Meaux             | Corpet-Louvet  | 1616 del 1924  | restaurata nel 1994            |               |
| "31"             | type 030         | Tramways de l’Ouest du Dauphiné (TOD) | Pinguely       | (240) del 1909 | restaurata nel 1978            |               |
| "103"            | type 030         | Chemins de fer du Morbihan            | Pinguely       | (167) del 1905 | monumentata a Tournon dal 1991 |               |

### Automotrici
| automotrice | costruttore e tipo  | origine                             | anno | num. costr. | Note |
| "213"       | Billard "A 150D"    | ex CFD Vivarais                     | 1938 | 2009        |      |
| "214"       | Billard A 150D      | ex CFD Vivarais                     | 1940 | 2025        |      |
| "314"       | Billard "A 80D"     | ex CFD Charentes                    | 1937 | 1006        |      |
| "316"       | Billard "A 80D"     | ex CFD Charentes                    | 1939 | 1025        |      |
| "207"       | De Dion Bouton "ND" | ex CFD Vivarais                     | 1935 | 125         |      |
| "ZM 8,ZR 4" | Brissonneau et Lotz | ex réseau du Var(Toulon St Raphaël) | 1935 | -           |      |

- Société des Anciens Stabilimenti Billard & Cie, Tours
- Stabilimenti De Dion-Bouton, Puteaux, Seine

### Locotrattori
| locotrattore | costr. e tipo   | origine                                                    | anno | num. costr. |
| "X"          | CFD Montmirail  | ex CFD Yonne / chassis locomotiva 23 St Léonard (726) 1887 | 1948 | 107A        |
| "Y"          | CFD Montmirail  | ex CFD Yonne / chassis locomotiva 24 St Leonard (727) 1887 | 1948 | 107B        |
| "PE-5"       | Pétolat (Dijon) | ex CFD Saône et Loire                                      | 1930 | -           |

- la X e la Y costruite dalle CFD à Montmirail, (3 assi motori, trasmissione a bielle)
- la Pétolat è stata costruita a Digione, (2 assi trasmissione a catene)
- Société Anonyme des usines A. Pétolat, Digione

#### Draisine
| draisine | costr. e tipo | origine       | anno | num. costr. |
| "1"      | Campagne      | CFD           | 1932 | 1696        |
| "2"      | Campagne      | CFD           | 1932 | 1704        |
| "3"      | Billard DU 50 | Impresa di TP | 1957 | -           |

- Ernest Campagne & Cie, 45 Bd de Belleville, Parigi

Le automotrici Billard risalgono agli anni trenta e sono state costruite per velocizzare i servizi sulle linee secondarie ad armamento leggero. Hanno potenza tra 80 e 150 CV e velocità massima di 55 km/h.

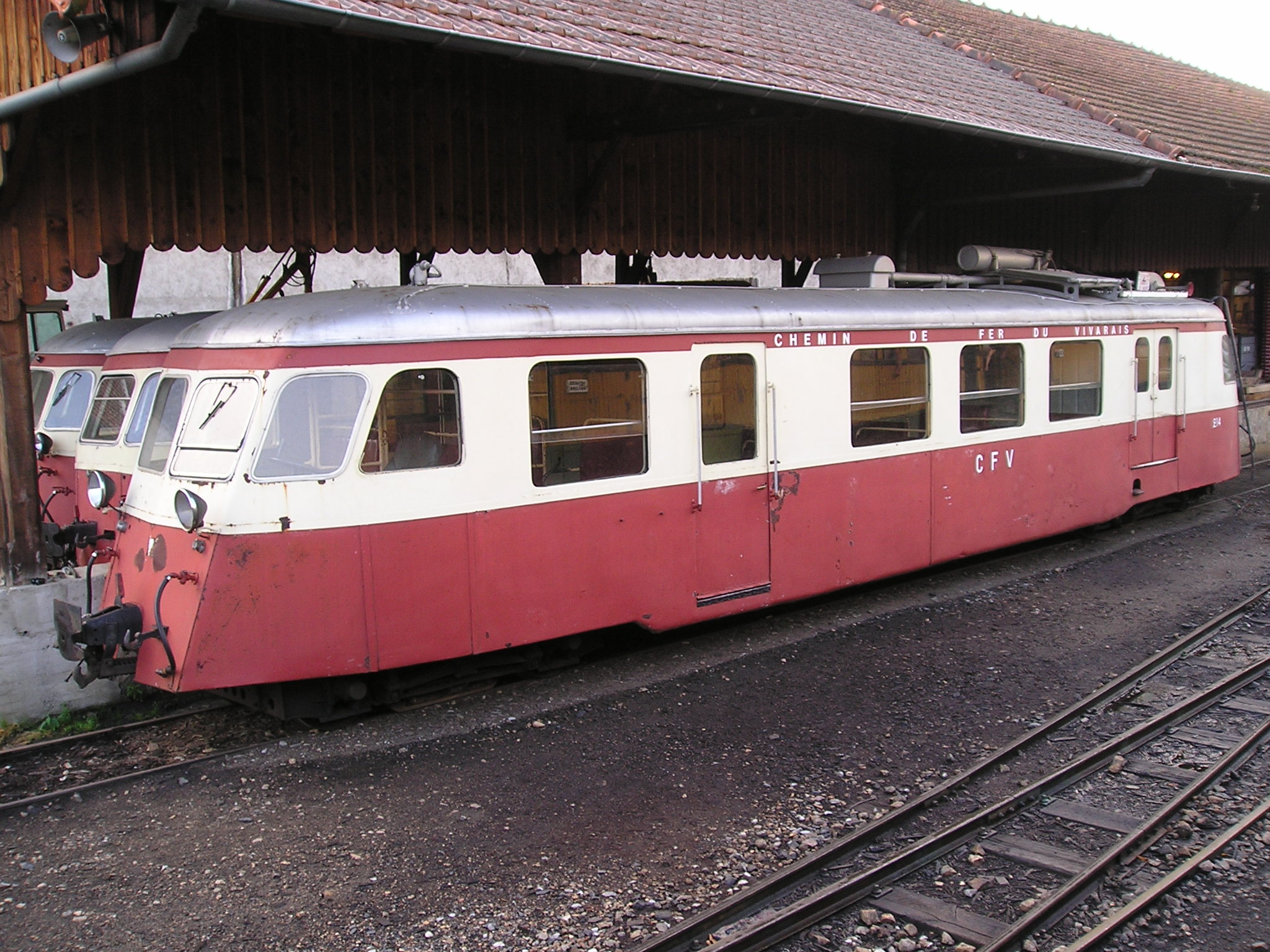
Automotrice Billard A 150D N°214 della CFV
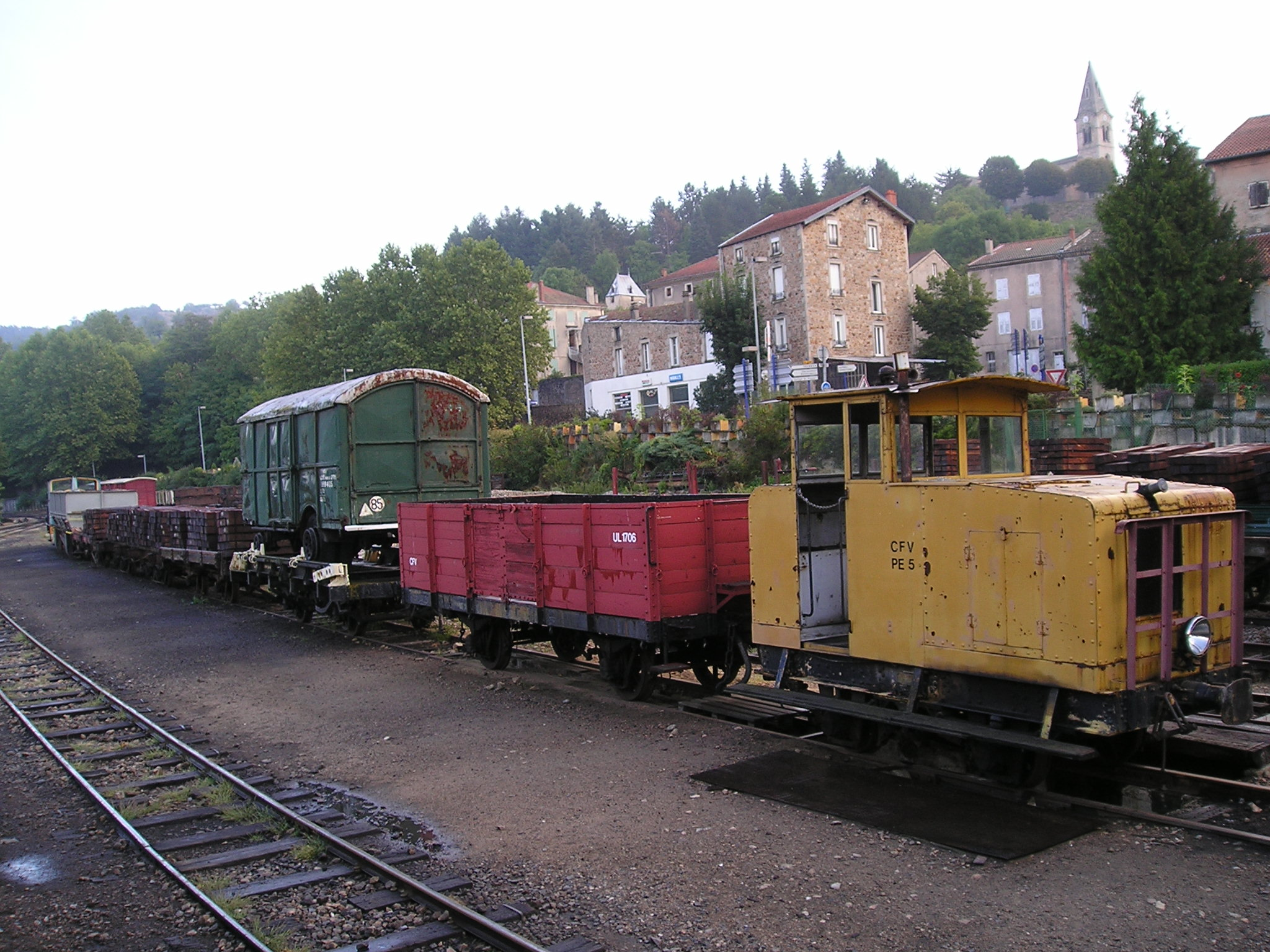
Materiale della CFV e locotrattore Pétolat
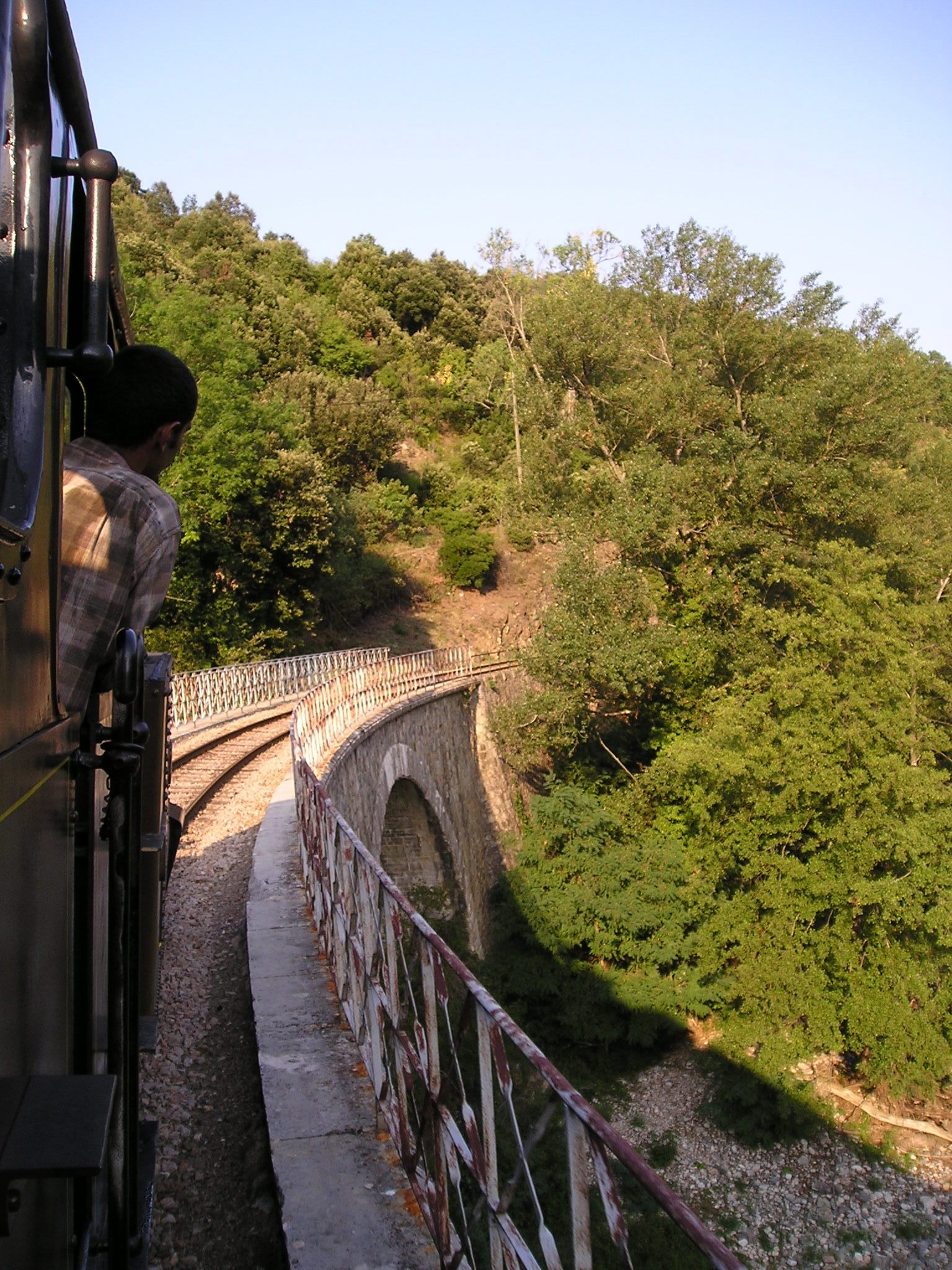
Passaggio su un viadotto
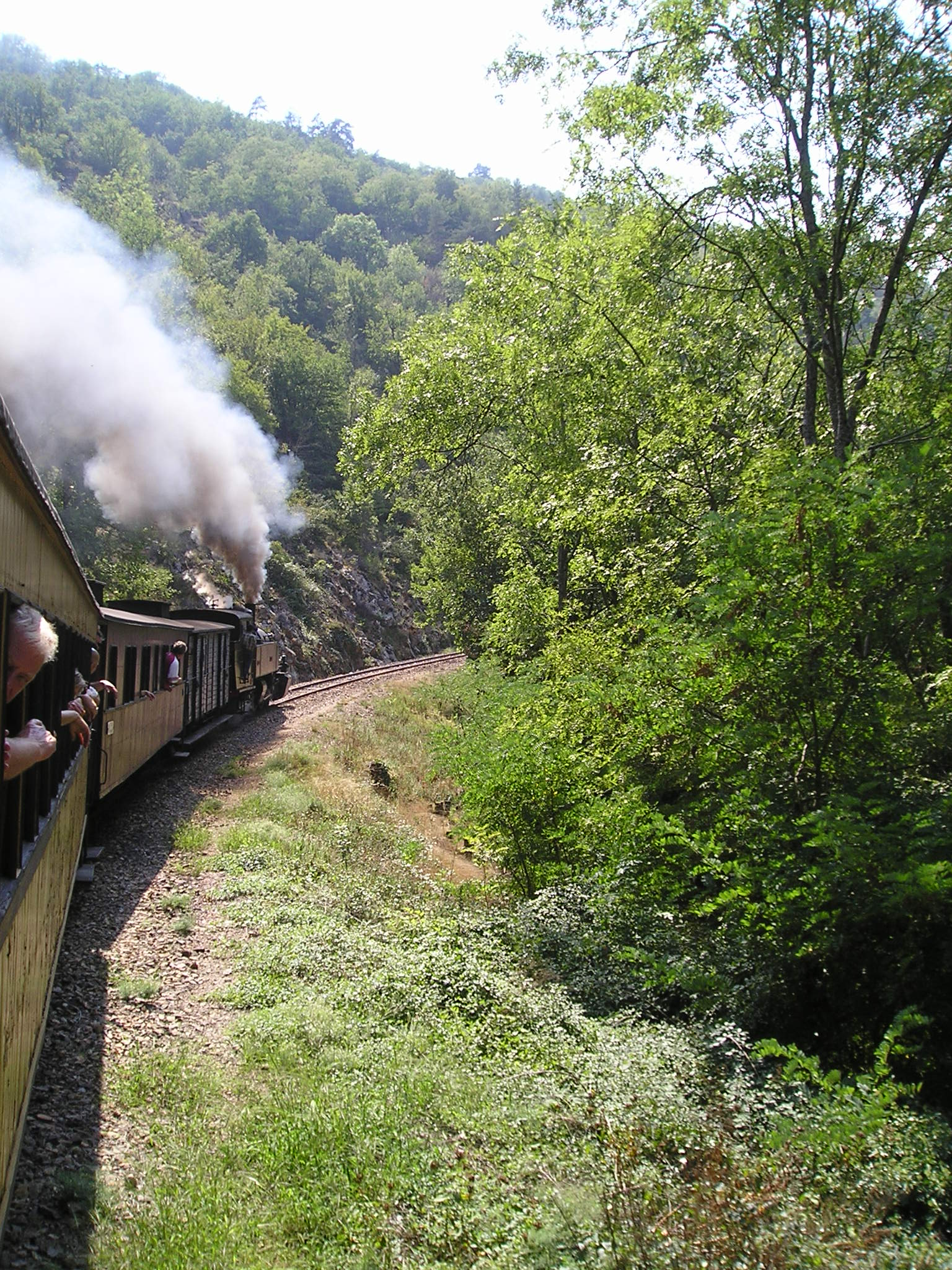
Dans les Gorges du Doux.

### La riapertura
In seguito alla chiusura della linea del Vivarais nel 1968 un gruppo di appassionati decise di salvaguardare una parte del materiale rotabile. La società CFTM (chemin de fer touristique de Meyzieu) si assunse l'onere della salvaguardia dei veicoli antichi ma bisognò attendere il 1970 prima che fosse possibile accedere alla stazione SNCF di Tournon. La nuova linea Tournon - Lamastre di 33 km venne inaugurata ufficialmente il 18 aprile 1970 con servizio ad uso turistico e trazione a vapore.
A causa di difficoltà economiche dal 10 aprile 2008, il consiglio generale dell'Ardèche, azionista di maggioranza della ferrovia del Vivarais, decise di sospendere la circolazione per tutto il 2008.

## Filmografia
Il trenino del Vivarais è stato protagonista di numerose realizzazioni cinematografiche:
- Les Cracks, di Alex Joffé, 1968
- Les Deux Anglaises et le continent, di François Truffaut, 1971
- Antoine Bloyé, di Marcel Bluwal, 1973
- Clochemerle, di Michaël Mills, con Micheline Presle, BBC, maggio 1971
- Le Ballot, di Jean Dewever, ORTF, 1974
- La Soupe froide, di Robert Pouret, 1975
- Le Juge et l'Assassin, di Bertrand Tavernier, 1976
- Le Samouraï et le Shogun, di Kinji Fukasaku, 1978
- Chemin de fer du Vivarais, documentario televisivo giapponese, 1983
- Les poings serrés, di Jean-Louis Benoît, 1984
- Bled Sisters, di Jean Pierre Thorn, 1993
- La colline aux mille enfants, di Jean-Louis Lorenzi, 1994
- Total Eclipse, di Agnieszka Holland, 1995
- Les Enfants du marais, di Jean Becker, 1999
- La 413, di Pierre Machot, con Romain Bouteille, 2001
- Arsenio Lupin (serie televisiva), di Jean-Paul Salomé, 2003
- Film pubblicitario per la SNCF, con Jean Rochefort, 2005